# Václav Laurin

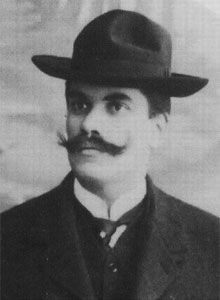
Václav Laurin

Václav Laurin (* 16. Oktober 1865 in Kamení; † 3. Dezember 1930 in Prag) war ein tschechischer Techniker und Industrieller.

## Leben
Laurin erlernte in der damals zur k.u.k-Monarchie gehörenden böhmischen Stadt Jungbunzlau (Mladá Boleslav) den Beruf des Schlossers. Im Jahr 1883 legte er eine Prüfung zur Bedienung von Dampfmaschinen in Dresden ab, in Turnov (Turnau) erwarb er zusammen mit seinem Partner Josef Kraus, der von dort stammte, intensive Kenntnisse in der Fertigung von Fahrrädern.
Nachdem sie sich im Streit getrennt hatten, zog Laurin nach Jungbunzlau. Auf der Suche nach einer neuen Werkstatt traf er dabei eher zufällig auf den fahrradbegeisterten Buchhändler Václav Klement, der ebenfalls eine Werkstatt suchte, allerdings um sein defektes Rad reparieren zu lassen. Der Kaufmann und Mechaniker gründeten im Jahre 1895 das Unternehmen Laurin & Klement, wo sie ganz im Sinne der Ende des 19. Jahrhunderts neu entstandenen Tschechischen Nationalbewegung unter dem patriotischen Namen Slavia Fahrräder herstellten, die sich durch ihre hohe beständige Qualität sehr gut verkauften.
So wuchs die Firma rasch, es folgte 1899 die Fabrikation von Motorrädern und 1905 schließlich die von Automobilen. Nach dem Zusammenbruch der Donaumonarchie wurde Laurin & Klement 1918 tschechisch, 1925 verkaufte man das Unternehmen an Škoda (Maschinenbau) (wobei Václav Laurin bis zu seinem Tod der Technische Direktor blieb).